# Carmageddon: Reincarnation
Carmageddon: Reincarnation est un jeu vidéo de combat motorisé développé et édité par Stainless Games, sorti en 2015 sur Windows, Mac OS et Linux.

## Développement
Le jeu a été en partie financé sur Kickstarter où il a obtenu 625 143 $ de 15 736 contributeurs (pour un objectif initial de 400 000 $).